# 昇殿
昇殿（しょうでん）とは、平安時代以降の日本の朝廷において、内裏清涼殿の南廂にある殿上の間に昇ることである。
昇殿による身分体系の制度を昇殿制（しょうでんせい）という。

## 概要
公卿（三位以上および四位を含む参議以上の議政官）は原則的に昇殿が許され、この他に四位以下（参議を除く）の特定の官人および蔵人に、勅許（宣旨）によって昇殿が許された。この勅許は、天皇の代替わりによって効力を失った。
四位以下の昇殿を許された者は殿上人として特権的な待遇を受けたため、位階・官職を補う身分制度として、重要な意味を有した。中世以降には家格によって昇殿の対象者が決まるようになり、殿上人となり得る家を堂上家と呼んだ。
院や女院、皇后や東宮も、それぞれの御所において昇殿の制度があった。これらを内裏の昇殿と区別するには、内裏のものを「内の昇殿」（うちのしょうでん）、院のものを「院の昇殿」等と言う。
また、有力家の子弟が、元服前に小舎人として昇殿を許されて宮中に参仕する制度があり、童殿上（わらわてんじょう）と言った。

## 沿革
律令制においては、天皇の身辺の世話をする官職として侍従等があったが、律令制の官職体系の一部が機能不全となり、天皇を中心とする新たな朝廷秩序が編成されていく中で、9世紀初頭の嵯峨天皇の代には天皇の秘書官として蔵人が置かれた。おおよそこれと並行して、天皇の身辺に仕える私的側近を選ぶ制度として昇殿制がはじまったと考えられている。昇殿の制度は、すぐに官人を編成する新しい原理として公的な性格を高め、9世紀後半の宇多天皇の代にはほぼ完成した制度となった。この頃、天皇が日常起居し、政務を取る場所が清涼殿に定着したが、清涼殿には殿上の間（侍所等とも）が設置され、ここに殿上人の勤務を管理する日給簡が置かれた。10世紀半ばまでに、殿上の勤務記録を本来の官職（本務）の記録に加算することが一般的に認められるようになり、殿上人の職務は公的なものとなった。
宇多天皇の時代には殿上人は30名前後であったと見られるが、その数は次第に増え、院政期には80名を超す場合もあった。また、官位の世襲化が進み、家格が形成されるにつれ、昇殿が認められるかどうか、どの段階で認められるか等は、おおむね出自によって決まるようになっていった。後には、殿上人となり得る家を堂上家、ならない家を地下家と呼んだ。
また、承徳2年（1098年）には源義家の院昇殿が、天承2年（1132年）には平忠盛の内昇殿が認められ、武士の時代の到来を告げる画期となった。

## 制度の解説
昇殿は昇殿を認める側（天皇あるいは院宮）と認められる側との個人的な関係に基づいた朝廷内部の秩序であり、律令制に基づいた秩序である官位とは別の体系上の制度であった。公卿ではない四位以下の者が昇殿を認められるには、昇殿宣旨（しょうでんのせんじ）を受ける必要があった。この宣旨を受けた者を殿上人（雲客）と呼び、昇殿を許されない地下との間に明確な区別があり、公家社会における身分基準の基本となった。殿上人の対象者は主に四位・五位であったが、六位からも1、2名が選ばれることがあった。これと別に、蔵人は職務に伴ない昇殿が許された。
殿上人に昇殿が許される時には、宣旨が下され、殿上の間に備えられた日給簡に姓名が記入された。
昇殿宣旨の書式（蔵人の場合の一例）
昇殿は天皇との私的関係によって許されるものであったため、昇殿の許可は天皇の代替わりによって効力を失った。また本人の官位の昇進でも無効となった。一旦、昇殿の資格を失った後に、改めて昇殿を許されることを、還殿上（かえりてんじょう）や還昇（げんじょう）と呼んだ。
殿上人は蔵人頭の指揮下、当番制で天皇の身辺の世話や陪膳、宿直を勤めた。また、儀式や公事の参加も求められた。勤務の実績は、殿上の間に置かれた日給簡によって管理された。勤務の怠慢が重なったり、犯罪に問われたりすると、昇殿が停止される除籍（じょじゃく）処分となった。
除籍は勅命を受けた蔵人頭の指示によって、日給簡から当該者の氏名を削ることで公示された。このため、除籍処分を「簡を削る」とも称した。また、一度除籍を受けた者は処分が撤回・赦免されない限りは官位の補任を受けられなかったため、その前に再度昇殿（還昇）が認められる必要があった。
公卿は原則として昇殿が許されたが、殿上人と異なり、昇殿に伴なう職務はなく、日給簡に姓名を記されることもなかった。もっとも、政治的な理由や天皇個人との関係を理由として、公卿でも昇殿が許されない事例もあり、そういう人々を「地下の公卿（地下の上達部）」と称した。代表的な例として東宮居貞親王（後の三条天皇）の尚侍・藤原綏子と密通した源頼定は、居貞親王即位後に、既に公卿であるにもかかわらず昇殿が許されなかったと伝えられる（『大鏡』）。また、後世には、地下家の者が従三位以上に達しても昇殿を許されない慣例が成立した。
殿上人は蔵人とは異なり、禁色が許されることは基本的になかったが、雑袍宣旨によって雑袍の着用が認められた。また、摂関や大臣の子弟である殿上人には、特に禁色宣旨によって蔵人同様、一部の公卿待遇の服装等が認められることがあった。

## 院の昇殿
院御所における昇殿は、内裏への昇殿が認められた内の昇殿よりは格下とみなされていた。これは院政期に入って実際の政務の場が院庁に移った後も同様であり、12世紀の公家日記（『兵範記』など）に記された供奉人の名簿においても、内殿上人を優先的に記して院殿上人はその次に記された。それはその院が治天であったとしても変わる事は無かった。これは、当時はまだ天皇を貴族社会の秩序の頂点とみなす空気が強かった事情を反映している。また、院殿上人の選定には院の意向が強く働き、比較的身分にとらわれない昇殿が行われたことも背景にあると考えられている（相対的に内殿上人の方がより身分が高い者が集まることになる）。これは、院御所への武士の昇殿（院昇殿）が内裏への昇殿（内昇殿）よりも先に認められていることからでも理解可能である。
しかし、後鳥羽天皇は建久9年（1198年）の退位時に、これまでの慣例であった在位中の昇殿をそのまま院御所に持ち込む規定を取りやめて、80名近い殿上人を44名に削減する「リストラ」（「院殿上人清撰」）を断行した。これは院政運営の都合上、院近臣を信頼できる側近・能吏に絞り込むとともに、希少性を高めてその価値を内殿上人並みに高める効果もあった。以後、治天に仕える院殿上人と内殿上人の社会的地位は同格あるいは逆転するようになった。